# Al-Mawasi
Al-Mawasi (arabisch المواصي, DMG al-Mawāṣī) ist ein an der Mittelmeerküste gelegenes Dorf im Süden des palästinensischen Autonomiegebietes Gazastreifen im Gouvernement Rafah. Im Jahre 2006 hatte der Ort nach Angaben des Palästinensischen Büros für Statistik 1.409 Einwohner. In der Dünenlandschaft von al-Mawasi errichteten 2024 Zehntausende Zwangsvertriebene aus Gaza Notquartiere in Zelten. 

## Evakuierung nach al-Mawasi während der Israel-Gaza-Krieges ab 2023
Al-Mawasi wurde den Binnenflüchtlingen im Gazastreifen von den Israelischen Verteidigungsstreitkräften (IDF) Mitte Oktober 2023 als „sichere Zufluchtsstätte“ im Sinne einer humanitäre Schutzzone im laufenden Gaza-Krieg genannt. Ausländischen Journalisten untersagte die israelische Armee den Zugang in den Gazastreifen.
Um die Flüchtlinge nach al-Mawasi zu dirigieren, veröffentlichte die IDF Videos und Landkarten in Arabisch und Englisch, in denen alle Menschen im Norden Gazas – somit auch im dicht besiedelten Gebiet von Gaza-Stadt – aufgefordert wurden, ihre Häuser umgehend zu verlassen und sich im Süden des palästinensischen Autonomiegebietes in Sicherheit zu bringen. Als Zufluchtsstätte wurde den Menschen das Dorf al-Mawasi genannt. Die IDF versprach, dass wenn nötig internationale humanitäre Hilfe dorthin geschickt werde. Seitdem befinden sich zehntausende Binnenflüchtlinge in dem als „humanitäre Schutzzone“ definierten Gebiet, obwohl es dort an der nötigen Infrastruktur mangelt, also insbesondere Zelten, Wasser, Nahrung, sanitären Anlagen fehlten und auch die Hilfslieferungen nicht ausreichend sind.
Die Lebensbedingungen der Vertriebenen in den Notzelten nur wenige Hundert Meter von Meer entfernt waren sehr hart. Ihre Zelte aus Plastikfolien boten kaum Schutz gegen Kälte, Sturm und Regen. Mit Einbruch des Winters stieg die Sterblichkeit und Säuglinge starben, da sie nicht ausreichend versorgt werden konnten, zum Beispiel an Hypothermie.

## Bombenangriffe der der israelischen Armee auf Al-Mawasi
Am 18. Januar 2024 wurden Gebäude durch einen Raketeneinschlag der israelischen Armee schwer beschädigt, in dem das medizinische Notfallteam von International Rescue Committee (IRC) und Medical Aid for Palestinians (MAP), untergebracht waren. In der Folge stellten sie ihre lebensrettende medizinische Arbeit im Nasser-Krankenhaus in Khan Yunis ein.
Weitere Luftangriffe mit zahlreichen zivilen Verletzten und Todesopfern fanden statt am 13. Juli 2024, in der Nacht zum 10. September 2024 und am 2. Januar 2025.